# Poluaureus
Kovan je usporedo s aureusom u razdoblju od 27. pr. n. e. do 324 n. e. uvijek u polovini težine aureusa, prateći ga u padu težine, dakle od 4.06 g za Augusta do 2.72 g u Konstantinovo doba.

## Poveznice
- Pregled novčanih kovova Rimskog Carstva